# Entertainment Weekly
Entertainment Weekly (a vegades abreviat com EW) és una revista editada i publicada per Time Inc. als Estats Units que versa sobre pel·lícules, televisió, música, produccions teatrals de Broadway, llibres i cultura popular. Va ser creada per Jeff Jarvis i fundada per David Morris, qui en va ser l'editor fins a l'octubre de 2007.